# Liste des monuments historiques de Herselt
Cette page regroupe l'ensemble des monuments classés de la ville de Herselt.
| Objet                                                                | Statut du classement? | Année de construction/architecte | Section communale | Adresse                   | Coordonnées                      | Numéro d'inventaire | Illustration                                           |
| -------------------------------------------------------------------- | --------------------- | -------------------------------- | ----------------- | ------------------------- | -------------------------------- | ------------------- | ------------------------------------------------------ |
| (nl) Dorpswoningen                                                   |                       |                                  | Herselt           | Achter de Hoven 5         | 51° 03′ 06″ nord, 4° 52′ 57″ est | 39653               | Téléverser                                             |
| (nl) Langgestrekte hoeve                                             | Oui                   |                                  | Herselt           | Achter de Wereld 3        | 51° 01′ 54″ nord, 4° 51′ 37″ est | 39654               | Téléverser                                             |
| (nl) Breedhuis, afspanning Den Hert                                  |                       |                                  | Herselt           | Blaubergsesteenweg 10     | 51° 03′ 12″ nord, 4° 53′ 04″ est | 39655               | Téléverser                                             |
| (nl) Neogotische kapel                                               | Oui                   |                                  | Herselt           | Dorp                      | 51° 03′ 05″ nord, 4° 52′ 43″ est | 39656               | Téléverser                                             |
| (nl) Herenhuis                                                       |                       |                                  | Herselt           | Dorp 2                    | 51° 03′ 07″ nord, 4° 52′ 44″ est | 39657               | Téléverser                                             |
| (nl) Woning met bedrijfsgedeelte                                     |                       |                                  | Herselt           | Dorp 9                    | 51° 03′ 05″ nord, 4° 52′ 46″ est | 39658               | Téléverser                                             |
| (nl) Rijhuis, enkelhuis                                              |                       |                                  | Herselt           | Dorp 35                   | 51° 03′ 07″ nord, 4° 52′ 50″ est | 39659               | Téléverser                                             |
| (nl) Parochiekerk Sint-Servatius                                     | Oui                   |                                  | Herselt           | Dorp 36                   | 51° 03′ 11″ nord, 4° 52′ 52″ est | 39660               | (nl) Parochiekerk Sint-Servatius                       |
| (nl) Calvarie                                                        |                       |                                  | Herselt           | Dorp                      | 51° 03′ 13″ nord, 4° 52′ 52″ est | 39661               | Téléverser                                             |
| (nl) Hoekpand                                                        |                       |                                  | Herselt           | Dorp 37                   | 51° 03′ 08″ nord, 4° 52′ 51″ est | 39662               | Téléverser                                             |
| (nl) Dorpswoningen                                                   |                       |                                  | Herselt           | Dorp 45                   | 51° 03′ 09″ nord, 4° 52′ 54″ est | 39663               | Téléverser                                             |
| (nl) Dorpswoningen                                                   |                       |                                  | Herselt           | Dorp 47                   | 51° 03′ 09″ nord, 4° 52′ 54″ est | 39663               | Téléverser                                             |
| (nl) Dorpswoningen                                                   |                       |                                  | Herselt           | Dorp 49                   | 51° 03′ 09″ nord, 4° 52′ 54″ est | 39663               | Téléverser                                             |
| (nl) Pastorie                                                        | Oui                   |                                  | Herselt           | Dorp 68                   | 51° 03′ 16″ nord, 4° 52′ 59″ est | 39664               | Téléverser                                             |
| (nl) Voorheen herberg De Engel                                       |                       |                                  | Herselt           | Dorp 71                   | 51° 03′ 10″ nord, 4° 52′ 57″ est | 39665               | Téléverser                                             |
| (nl) Burgerhuis                                                      |                       |                                  | Herselt           | Dorp 79                   | 51° 03′ 11″ nord, 4° 53′ 00″ est | 39666               | Téléverser                                             |
| (nl) Langgestrekte hoeve                                             |                       |                                  | Herselt           | Hooilaar 13               | 51° 02′ 31″ nord, 4° 49′ 52″ est | 39667               | Téléverser                                             |
| (nl) Wegkapel                                                        | Oui                   |                                  | Herselt           | Hooilaar                  | 51° 02′ 26″ nord, 4° 50′ 34″ est | 39668               | Téléverser                                             |
| (nl) Langgestrekte hoeve                                             |                       |                                  | Herselt           | Limberg 1                 | 51° 03′ 33″ nord, 4° 52′ 57″ est | 39669               | Téléverser                                             |
| (nl) Kapel                                                           | Oui                   |                                  | Herselt           | Limberg                   | 51° 03′ 21″ nord, 4° 52′ 40″ est | 39670               | Téléverser                                             |
| (nl) Langgestrekte hoeve                                             |                       |                                  | Herselt           | Limberg 29                | 51° 03′ 34″ nord, 4° 52′ 35″ est | 39671               | Téléverser                                             |
| (nl) Langgestrekte hoeve                                             |                       |                                  | Herselt           | Limberg 31                | 51° 03′ 34″ nord, 4° 52′ 35″ est | 39671               | Téléverser                                             |
| (nl) Langgestrekte hoeve                                             |                       |                                  | Herselt           | Limberg 53                | 51° 03′ 35″ nord, 4° 52′ 16″ est | 39672               | Téléverser                                             |
| (nl) De Winning, hoevegebouwen                                       | Oui                   |                                  | Herselt           | Molenvloed 34             | 51° 02′ 09″ nord, 4° 51′ 38″ est | 39673               | Téléverser                                             |
| (nl) Ter Olmanshoek, hoevegebouwen                                   | Oui                   |                                  | Herselt           | Oude Baan 5A              | 51° 03′ 53″ nord, 4° 53′ 42″ est | 39674               | Téléverser                                             |
| (nl) Bakstenen wegkapel                                              |                       |                                  | Herselt           | Oude Baan                 | 51° 03′ 56″ nord, 4° 53′ 41″ est | 39675               | Téléverser                                             |
| (nl) Langgestrekte hoeve                                             |                       |                                  | Herselt           | Ramselsesteenweg 182      | 51° 02′ 01″ nord, 4° 50′ 21″ est | 39676               | Téléverser                                             |
| (nl) Dorpswoning                                                     |                       |                                  | Herselt           | Stap 44                   | 51° 02′ 59″ nord, 4° 52′ 44″ est | 39677               | Téléverser                                             |
| (nl) Leegstand, jongensschool en onderwijzerswoning                  |                       |                                  | Herselt           | Westerlosesteenweg 1      | 51° 03′ 19″ nord, 4° 53′ 09″ est | 39678               | Téléverser                                             |
| (nl) Dorpsvilla, 't Kasteeltje                                       |                       |                                  | Herselt           | Westerlosesteenweg 5      | 51° 03′ 20″ nord, 4° 53′ 13″ est | 39679               | Téléverser                                             |
| (nl) Kapel Onze-Lieve-Vrouw van het Heilig Hart, of Engels Kapelleke | Oui                   |                                  | Herselt           | Westerlosesteenweg        | 51° 03′ 30″ nord, 4° 53′ 14″ est | 39680               | Téléverser                                             |
| (nl) Villa Meynckens-Kennes                                          |                       |                                  | Herselt           | Westmeerbeeksesteenweg 1  | 51° 01′ 58″ nord, 4° 49′ 58″ est | 39681               | Téléverser                                             |
| (nl) Wegkapel                                                        |                       |                                  | Herselt           | Westmeerbeeksesteenweg    | 51° 02′ 13″ nord, 4° 49′ 51″ est | 39682               | Téléverser                                             |
| (nl) Watertoren                                                      |                       |                                  | Herselt           | Wolfsdonksesteenweg       | 51° 02′ 48″ nord, 4° 52′ 56″ est | 39683               | Téléverser                                             |
| (nl) Kapel Troosteresse der bedrukten, veldkapel                     |                       |                                  | Herselt           | Wolfsdonksesteenweg       | 51° 02′ 51″ nord, 4° 53′ 12″ est | 39684               | Téléverser                                             |
| (nl) Dennenboshoeve                                                  |                       |                                  | Herselt           | Berglaan 83               | 51° 04′ 27″ nord, 4° 55′ 45″ est | 39762               | Téléverser                                             |
| (nl) Kapel                                                           |                       |                                  | Herselt           | Bergomsestraat            | 51° 04′ 30″ nord, 4° 55′ 20″ est | 39764               | Téléverser                                             |
| (nl) Boswachterswoning                                               | Oui                   |                                  | Herselt           | Diestsebaan 2A            | 51° 04′ 43″ nord, 4° 54′ 56″ est | 39765               | Téléverser                                             |
| (nl) Kapelleke van de Maarschalk                                     | Oui                   |                                  | Herselt           | Diestsebaan               | 51° 04′ 35″ nord, 4° 54′ 58″ est | 39766               | Téléverser                                             |
| (nl) XIX-hoevecomplex                                                |                       |                                  | Herselt           | Goorbeek 14               | 51° 05′ 04″ nord, 4° 56′ 37″ est | 39767               | Téléverser                                             |
| (nl) Celenshof, hoeve                                                |                       |                                  | Herselt           | Groenheuvelstraat 2       | 51° 04′ 27″ nord, 4° 55′ 58″ est | 39768               | Téléverser                                             |
| (nl) Parochiekerk Onze-Lieve-Vrouw-Tenhemelopneming                  |                       |                                  | Herselt           | Hoge Dreef                | 51° 04′ 33″ nord, 4° 55′ 02″ est | 39769               | (nl) Parochiekerk Onze-Lieve-Vrouw-Tenhemelopneming    |
| (nl) Kaaibeekhoeve, hoevegebouwen                                    | Oui                   |                                  | Herselt           | Kaaibeek 1                | 51° 05′ 19″ nord, 4° 55′ 49″ est | 39770               | Téléverser                                             |
| (nl) Dorpswoning                                                     |                       |                                  | Herselt           | Kipdorp 9                 | 51° 03′ 46″ nord, 4° 54′ 50″ est | 39771               | Téléverser                                             |
| (nl) Langgestrekte hoeve                                             |                       |                                  | Herselt           | Oude Baan 78              | 51° 04′ 26″ nord, 4° 54′ 43″ est | 39772               | Téléverser                                             |
| (nl) Molenhuis van de molen van Bergom, een houten standaardmolen    |                       |                                  | Herselt           | Oude Baan 107             | 51° 04′ 34″ nord, 4° 54′ 55″ est | 39773               | Téléverser                                             |
| (nl) Schuurgebouw                                                    | Oui                   |                                  | Herselt           | Varendonksesteenweg       | 51° 05′ 04″ nord, 4° 56′ 14″ est | 39774               | Téléverser                                             |
| (nl) Kapel van Watereynde                                            |                       |                                  | Herselt           | Varendonksesteenweg       | 51° 05′ 00″ nord, 4° 56′ 56″ est | 39775               | Téléverser                                             |
| (nl) Kapel                                                           | Oui                   |                                  | Herselt           | Averbodesesteenweg        | 51° 02′ 35″ nord, 4° 56′ 19″ est | 39776               | Téléverser                                             |
| (nl) Parochiekerk Onze-Lieve-Vrouw-Onbevlekt-Ontvangen               |                       |                                  | Herselt           | Blauberg                  | 51° 02′ 39″ nord, 4° 55′ 45″ est | 39777               | (nl) Parochiekerk Onze-Lieve-Vrouw-Onbevlekt-Ontvangen |
| (nl) Pastorie, vrijstaand breedhuis                                  |                       |                                  | Herselt           | Blauberg 10               | 51° 02′ 42″ nord, 4° 55′ 46″ est | 39778               | Téléverser                                             |
| (nl) Wezelkapel                                                      |                       |                                  | Herselt           | Blaubergsesteenweg        | 51° 02′ 47″ nord, 4° 54′ 46″ est | 39779               | Téléverser                                             |
| (nl) Dorpswinkeltje                                                  |                       |                                  | Herselt           | Blaubergsesteenweg 65     | 51° 02′ 43″ nord, 4° 54′ 53″ est | 39780               | Téléverser                                             |
| (nl) Huisje                                                          |                       |                                  | Herselt           | Blaubergsesteenweg 136    | 51° 02′ 46″ nord, 4° 55′ 24″ est | 39781               | Téléverser                                             |
| (nl) Woonstalhuis                                                    |                       |                                  | Herselt           | Poedertoren 11            | 51° 03′ 15″ nord, 4° 57′ 26″ est | 39783               | Téléverser                                             |
| (nl) Langgestrekte hoeve                                             |                       |                                  | Ramsel            | Begijnendijksesteenweg 29 | 51° 01′ 48″ nord, 4° 48′ 55″ est | 41179               | Téléverser                                             |
| (nl) Dorpsvilla van 1906                                             |                       |                                  | Ramsel            | Bergstraat 53             | 51° 01′ 34″ nord, 4° 49′ 38″ est | 41180               | Téléverser                                             |
| (nl) Parochiekerk Sint-Hubertus                                      |                       |                                  | Ramsel            | G. Vandenheuvelstr. 2     | 51° 01′ 56″ nord, 4° 49′ 59″ est | 41181               | (nl) Parochiekerk Sint-Hubertus                        |
| (nl) Gebouw                                                          |                       |                                  | Ramsel            | G. Vandenheuvelstr. 47    | 51° 01′ 49″ nord, 4° 49′ 59″ est | 41182               | Téléverser                                             |
| (nl) Kapel Onze-Lieve-Vrouw                                          |                       |                                  | Ramsel            | Houtvensesteenweg         | 51° 01′ 52″ nord, 4° 49′ 12″ est | 41183               | Téléverser                                             |
| (nl) Strokapel                                                       | Oui                   |                                  | Ramsel            | Houtvensesteenweg         | 51° 02′ 10″ nord, 4° 48′ 58″ est | 41184               | Téléverser                                             |
| (nl) Kapel toegewijd aan Onze-Lieve-Vrouw van Scherpenheuvel         |                       |                                  | Ramsel            | Houtvensesteenweg         | 51° 02′ 18″ nord, 4° 48′ 52″ est | 41185               | Téléverser                                             |
| (nl) Kapel                                                           | Oui                   |                                  | Ramsel            | Kapelleweg                | 51° 02′ 07″ nord, 4° 49′ 29″ est | 41186               | Téléverser                                             |
| (nl) Pastorie                                                        | Oui                   |                                  | Ramsel            | Stationsstraat 49         | 51° 01′ 56″ nord, 4° 49′ 44″ est | 41189               | Téléverser                                             |
| (nl) Breedhuis, thans bibliotheek                                    |                       |                                  | Ramsel            | Stationsstraat 51         | 51° 01′ 55″ nord, 4° 49′ 42″ est | 41190               | Téléverser                                             |
| (nl) Villa                                                           |                       |                                  | Ramsel            | Stationsstraat 52         | 51° 01′ 52″ nord, 4° 49′ 36″ est | 41191               | Téléverser                                             |
| (nl) Gebouwen van maalderij                                          |                       |                                  | Ramsel            | Stationsstraat 84         | 51° 01′ 50″ nord, 4° 49′ 15″ est | 41192               | Téléverser                                             |
| (nl) Dorpsvilla van 1928                                             |                       |                                  | Ramsel            | Stationsstraat 111        | 51° 01′ 56″ nord, 4° 49′ 39″ est | 41193               | Téléverser                                             |
| (nl) Langgestrekte hoeve                                             |                       |                                  | Ramsel            | Vosdonkenstraat 7         | 51° 02′ 52″ nord, 4° 49′ 28″ est | 41195               | Téléverser                                             |
| (nl) Burgerwoning                                                    |                       |                                  | Ramsel            | Westmeerbeeksesteenweg 60 | 51° 02′ 09″ nord, 4° 49′ 51″ est | 41197               | Téléverser                                             |
| (nl) Wegkapel                                                        |                       |                                  | Ramsel            | Westmeerbeeksesteenweg    | 51° 03′ 10″ nord, 4° 49′ 49″ est | 41200               | Téléverser                                             |